# 阿姆古河
阿姆古河（俄语：Амгу река）是滨海边疆区的河流，长27.5公里，流域面积647平方公里，在阿姆古村注入日本海。集水区在锡霍特山脉的东坡上，流域内山峰众多，多峡谷、巨石和瀑布，大阿姆金瀑布是著名景点。右阿姆古河全长43.8公里。流域内生物多样性高。

## 引用
1. ↑  А·П·穆拉诺夫. . 列宁格勒: 气象出版社. 1966 （俄语）.
2. ↑  . 列宁格勒: 气象出版社 （俄语）.
3. ↑  Т·А·基谢尔科瓦娅. . 列宁格勒: 气象出版社. 1977 （俄语）.
4. ↑  . Леса высокой природоохранной ценности (ЛВПЦ).   [2018-12-22]. （原始内容存档于2018-06-27） （俄语）.